# 녹색문학상
녹색문학상은 사단법인 한국산림문학회가 산림청 녹색사업단으로부터 녹색자금 7천만원을 지원받아 숲사랑과 생명존중, 녹색환경보전의 가치와 중요성을 주제로 한 문학작품을 발굴할 목적으로 제정한 문학상이다.

## 역대 수상 작품
- 2012년 1회 소나무 시인 박희진
- 2013년 2회 현길언 장편소설 <숲의 왕국>[3]
- 2014년 3회 조병무 시집 <숲과의 만남> 이용직 소설 <편백 숲에 부는 바람>[4]
- 2015년 4회 김후란 <비밀의 숲>[5]
- 2016년 5회 이순원 장편소설 <나무(백 년을 함께한 친구)>[6]
- 2017년 6월 임보 시집 <산상문답(山上問答)> 김호운 중편소설 <스웨덴 숲속에서 온 달라헤스트>[7]